# West Valley City
Die Stadt West Valley City im Salt Lake County im US-Bundesstaat Utah ist mit 140.230 Einwohnern (Stand: Volkszählung 2020) die zweitgrößte Stadt Utahs.
Die Stadt entstand erst 1980 aus den Orten Hunter, Granger und Chesterfield, die in den 1970er Jahren als Vororte von Salt Lake City zusammengewachsen waren.

## Einwohnerentwicklung
| Jahr | Einwohner¹ |
| ---- | ---------- |
| 1980 | 72.509     |
| 1990 | 86.969     |
| 2000 | 108.896    |
| 2010 | 129.473    |
| 2020 | 140.230    |

¹ 1980 – 2020: Volkszählungsergebnisse

## Geographie
Nach Angaben des United States Census Bureau breitet sich die Stadt über eine Fläche von  91,8 km² aus, von denen 0,17 % mit Wasser bedeckt sind.

## Bevölkerungsstatistik
Nach der Volkszählung von 2000 leben in West Valley City 108.896 Menschen in 32.253 Haushalten und 25.931 Familien. Die Bevölkerungsdichte liegt bei 1187,7 Personen/km². Auf die Fläche der Stadt verteilt befinden sich 33.488 Wohneinheiten, das entspricht einer mittleren Dichte von  365,2 Wohneinheiten/km². Die Bevölkerung besteht zu 78,21 % aus Weißen. Hispanics machen mit 18,48 % den zweitgrößten Anteil an der Bevölkerung von West Valley City aus.

## Sport
In der Stadt ist eine Eishockeymannschaft mit dem Namen Utah Grizzlies beheimatet, welche seit 2005 in der ECHL aktiv ist, nachdem eine gleichnamige Mannschaft, in Salt Lake City spielend, 2005 aus der AHL einen Liga- und Standortwechsel vollzogen hatte.